# Nchum
Nchum est un village du Cameroun situé dans l’arrondissement de Bafut, dans le département de Mezam et dans la Région du Nord-Ouest.

## Population
Lors du recensement de 2005, on a dénombré 1 267 habitants à Nchum, dont 637 hommes et 630 femmes.

## Établissement scolaire
Entre autres, le GSS Nchum, un établissement scolaire public du sous-système anglophone, dispense un enseignement général de 1er cycle.